# Rhyssemus freyi
Rhyssemus freyi är en skalbaggsart som beskrevs av Rudolph Petrovitz 1963. Rhyssemus freyi ingår i släktet Rhyssemus och familjen Aphodiidae. Inga underarter finns listade i Catalogue of Life.